# 東京電車鉄道1形電車
東京電車鉄道1形電車（とうきょうでんしゃてつどう1がたでんしゃ）は、1903年（明治36年）に登場した東京電車鉄道の路面電車車両。1911年（明治44年）の市営化により、東京市電気局（後の東京都交通局）に承継された。

## 概要
1903年（明治36年）にそれまでの東京馬車鉄道が電化され東京電車鉄道となった際に導入され、翌1904年（明治37年）にかけて日本車輌製造、東京馬車車体、名古屋車体で250両が製造された。路面電車用としては東京で最初の電車で、全長約7.6メートル、ダブルルーフに吹きさらしのオープンデッキを持つ木造四輪単車という当時の典型的なスタイルの車両であった。定員は40人で、客室側面の窓は8個のものと10個のものが存在した。
台車は製造当初はペックハムB8で、これは後年ブリル21Eに取り替えられた。電装品は全てゼネラル・エレクトリック社製で、主電動機は出力18.6 kwのものを2機搭載。集電装置はトロリーポールで、製造当初は架空複線式のため集電用と帰線用の2本が車体中央部の屋根上に設置されていた。

## 沿革
東京電車鉄道は1906年（明治39年）に東京市街鉄道、東京電気鉄道と合併し、東京鉄道が発足した。それに伴い車両番号が整理され、1形は全車が原番号を引継ぎ1911年（明治44年）の市営化後もそのままとされた。しかしほぼ同じ外観と仕様の車両が700両以上在籍するため、市電気局は番号のほか、形式ごとに「通称」で区別することにし、1形は「四輪のヨ」と「東京電車鉄道のト」からヨト形となった。
木造ゆえに老朽化が早く1914年（大正3年）には車体更新が始められ、車体更新車は「大正3年のサ」からヨサ形と称された。1917年（大正6年）以降の車体更新では腰板のみで吹きさらしだったデッキに前面窓が取り付けられることになり、「ベスチビュール（前面窓）のヘ」「大正6年のロ」からヨヘロ形と称され、206両がヨヘロ形に更新された。またヨサ形も前面窓が追加された車両はヨヘサ形として区別され、この他にも市営化直後に試験的に客室天井を紙張りとしたヨトハ形（紙張りのハ）も存在した。なおヨサ形への更新は251形、ヨヘロ形への更新は251形と821形でも行われたが、更新に伴う改番などはなく、同じ車両に対し番号に基づく形式と形態に基づく形式の2つの形式名が存在する状態となった。
大正時代に入ると東京市電は慢性的な混雑に見舞われ、輸送力が小さく老朽化の進んでいた四輪単車群はボギー車と代替形式である400形の増備により淘汰が始まった。1形も1922年（大正11年）までに横浜市電や函館水電、さらに海を越え京城市電などへ44両が譲渡され、置き換えや譲渡以外にも関東大震災や車庫火災などで177両を焼失した。
関東大震災後の1925年（大正14年）、市電気局は欠番の多くなった車両番号の整理を実施し、1形、251形、750形、821形の残存車のうちヨヘロ形103両が2代目1形、それ以外が700形に改番された。しかし700形への改番予定車は改番が実施されないまま大正末期までに全車廃車、2代目1形も1932年（昭和7年）から1934年（昭和9年）にかけて全車廃車された。
このほか青山車庫にヨヘロ型と同型の車体を持つカットモデル教材(8642号と付番されていた)が存在したが、1945年5月の東京空襲で消失した。

### 譲渡車両
- 横浜電気鉄道94形（94 - 105） - 1915年（大正4年）、1919年（大正8年）、1920年（大正9年）にヨト221 - 227、232 - 237を譲受。関東大震災で半数を失い、残りも1925年（大正14年）に廃車[1]
- 京成電気軌道12・13 - 1916年（大正5年）1月ヨト3・10を譲受[2]
- 函館水電31形（31 - 35） - 1917年（大正6年）にヨト246 - 250を譲受。1926年（大正15年）1月焼失[3]
- 城東電気軌道1 - 6のうち4両 - 1917年（大正6年）12月認可。開業時から使用[4]
- 能勢電気軌道11形（11-15） - 1920年（大正9年）5月にヨト207 - 211を譲受。1921年（大正10年）8月認可、10月使用開始[5]
- 王子電気軌道27 - 36 - 1920年（大正9年）7月認可[6]
- 四日市鉄道 - ヨト141、142、145、146を譲受1921年（大正10年）11月電化時から使用された。軌間762 mmに改造して使用した[7]
  - 高松吉太郎は44両の売却先を横浜電気鉄道12両、京成電気軌道2両、函館水電5両、城東電気軌道4両、能勢電気軌道5両、王子電気軌道10両、飯井商会6両とし、四日市鉄道分は飯井商会売却分のうちとしている[8]

### 1形の現在

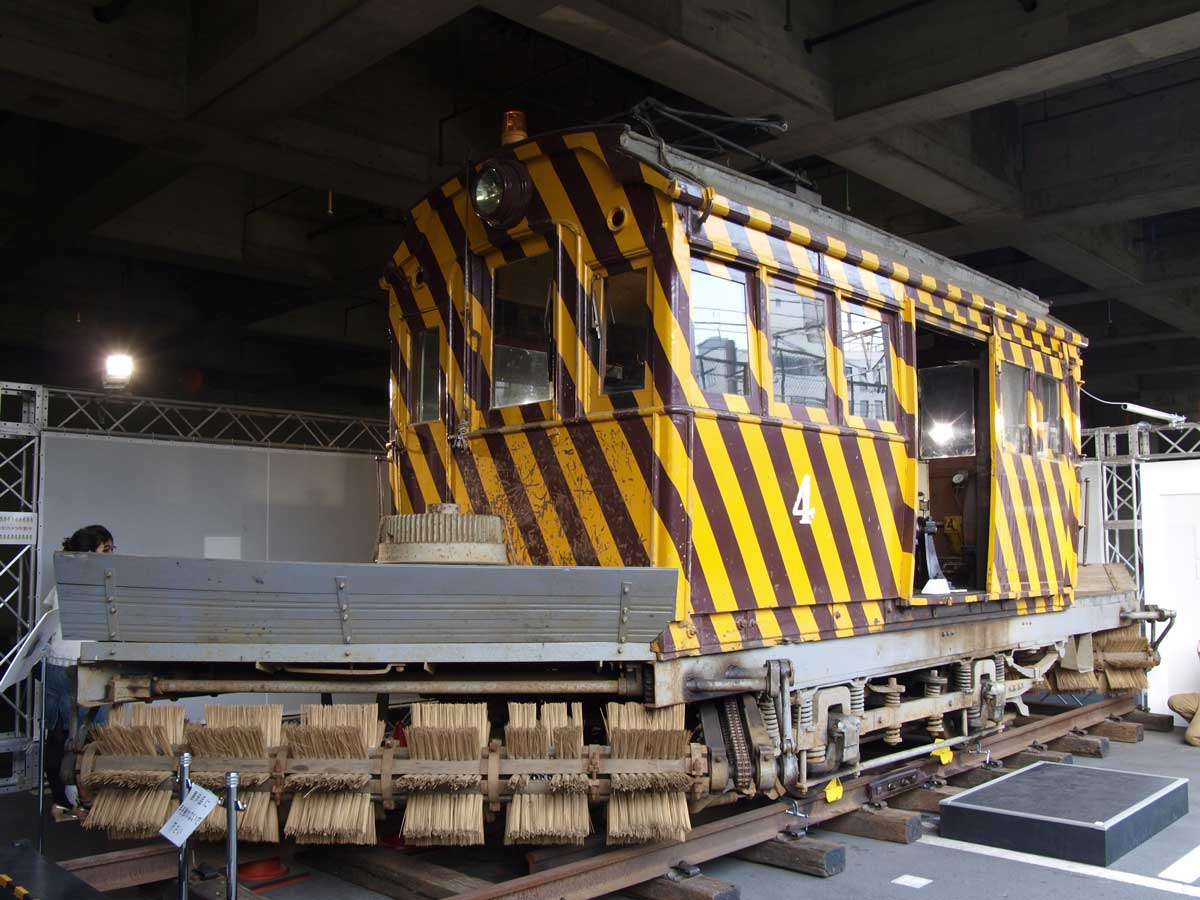
函館市電排4号
（江戸東京博物館展示時）

2代目1形は1934年（昭和9年）までに廃車されたが、同年の函館大火で多くの車両を失った函館水電に45両が譲渡され、同社の200形となった。そのうち4両が1937年（昭和12年）にササラ電車排形排3号から6号に改造された。このうち排4号と排5号が初代1形で、排5号は2003年に廃車されたが排4号は現在も車籍を持ち、出動機会こそ減っているが現在も使用されている。2011年には東京都江戸東京博物館で催された都営交通100周年記念特別展「東京の交通100年博〜都電・バス・地下鉄の"いま・むかし"〜」に、現存する最古の都電所属車両として展示された。